# Albańczycy w Danii
Albańczycy w Danii – albańska mniejszość narodowa na terenie Danii, szacowana na ok. 12 tys. osób. Część Albańczyków zamieszkujących Danię pochodzi z terenów Macedonii Północnej.